# Copa Final Four de Voleibol Femenino Sub-18 de 2017
La Copa Final Four de Voleibol Femenino Sub-18 2017 (llamada también Copa Herbalife Final Four U18 por razones de patrocinio) fue la II edición de este torneo amistoso de voleibol femenino que reúne a dos selecciones categoría sub-18 de la Confederación Sudamericana de Voleibol (CSV) y a dos de selecciones de la misma categoría pertenecientes a la NORCECA, se llevará a cabo del 4 al 6 de agosto de 2017 en la ciudad de Lima, capital del Perú.
El certamen fue organizado por la Federación Peruana de Voleibol (FPV) bajo la supervisión de la Unión Panamericana de Voleibol (UPV).

## Equipos participantes
Fueron 4 los equipos participantes en el torneo, 3 equipos invitados por la organización que se sumaron a la selección del país anfitrión.
- Argentina
- Cuba
- Perú (local)
- República Dominicana

## Formato de competición
El torneo consta de una fase preliminar, partido por el tercer lugar y la final.
En la fase preliminar las cuatro selecciones participantes conformaron un grupo único que se jugó con un sistema de todos contra todos, los equipos fueron clasificados de acuerdo a los siguientes criterios:
1. Partidos ganados.
2. Puntos obtenidos, los cuales son otorgados de la siguiente manera:
  - Partido con resultado final 3-0: 5 puntos al ganador y 0 puntos al perdedor.
  - Partido con resultado final 3-1: 4 puntos al ganador y 1 punto al perdedor.
  - Partido con resultado final 3-2: 3 puntos al ganador y 2 puntos al perdedor.
3. Proporción entre los puntos ganados y los puntos perdidos (Puntos ratio)
4. Proporción entre los sets ganados y los sets perdidos (Sets ratio).
5. Si el empate en sets ratio persiste entre dos equipos se le da prioridad al equipo que haya ganado el último partido entre los equipos implicados.
6. Si el empate en sets ratio es entre tres o más equipos se elabora una nueva clasificación tomando en consideración solo los partidos jugados entre los equipos implicados.

Una vez culminados los partidos de la fase preliminar los equipos que ocuparon la tercera y cuarta ubicación en el grupo jugaron el partido por el tercer lugar mientras que los equipos ubicados en el primer y segundo puesto del grupo disputaron la final, partido en el cual se determinó al campeón del torneo.

## Calendario
Calendario del torneo
| Fase                       | Jornadas  | Fecha       | Partidos                                         |
| -------------------------- | --------- | ----------- | ------------------------------------------------ |
| Fase preliminar            | Jornada 1 | 4 de agosto | República Dominicana vs. Argentina Perú vs. Cuba |
| Fase preliminar            | Jornada 2 | 4 de agosto | República Dominicana vs. Cuba Perú vs. Argentina |
| Fase preliminar            | Jornada 3 | 5 de agosto | Cuba vs. Argentina Perú vs. República Dominicana |
| Partido 3.er lugar y Final | Jornada 4 | 6 de agosto | Tercero vs. Cuarto Primero vs. Segundo           |

## Resultados
- Sede: Coliseo Niño Héroe Manuel Bonilla.
- Las horas indicadas corresponden al huso horario local del Perú (Tiempo del Perú – PET): UTC-5

### Fase preliminar
– Clasificados a la Final.      – Pasan a disputar el Partido por el 3.er y 4.º puesto.
|      |                      | Partidos | Partidos | Partidos |      | Sets | Sets | Sets  | Puntos | Puntos | Puntos |
| Pos. | Equipo               | PJ       | PG       | PP       | Pts. | SG   | SP   | Ratio | PG     | PP     | Ratio  |
| ---- | -------------------- | -------- | -------- | -------- | ---- | ---- | ---- | ----- | ------ | ------ | ------ |
| 1    | República Dominicana | 3        | 2        | 1        | 10   | 8    | 5    | 1.600 | 297    | 248    | 1.197  |
| 2    | Argentina            | 3        | 2        | 1        | 10   | 8    | 5    | 1.600 | 290    | 277    | 1.046  |
| 3    | Perú                 | 3        | 1        | 2        | 7    | 7    | 8    | 0.875 | 313    | 323    | 0.969  |
| 4    | Cuba                 | 3        | 1        | 2        | 3    | 3    | 8    | 0.375 | 210    | 262    | 0.801  |

| Fecha       | Hora  | Equipo 1             | Res.  | Equipo 2             | Set 1 | Set 2 | Set 3 | Set 4 | Set 5 | Total     | Reporte |
| ----------- | ----- | -------------------- | ----- | -------------------- | ----- | ----- | ----- | ----- | ----- | --------- | ------- |
| 4 de agosto | 9:00  | República Dominicana | 2 – 3 | Argentina            | 19-25 | 27-29 | 25-19 | 25-20 | 13-15 | 109 – 108 | P2 P3   |
| 4 de agosto | 11:00 | Perú                 | 2 – 3 | Cuba                 | 25-16 | 24-26 | 26-24 | 22-25 | 12-15 | 109 – 106 | P2 P3   |
| 4 de agosto | 17:00 | República Dominicana | 3 – 0 | Cuba                 | 25-11 | 25-17 | 25-16 |       |       | 75 – 44   | P2 P3   |
| 4 de agosto | 19:00 | Perú                 | 3 – 2 | Argentina            | 25-23 | 25-23 | 22-25 | 21-25 | 15-8  | 108 – 104 | P2 P3   |
| 5 de agosto | 17:00 | Cuba                 | 0 – 3 | Argentina            | 26-28 | 14-25 | 20-25 |       |       | 60 – 78   | P2 P3   |
| 5 de agosto | 19:00 | Perú                 | 2 – 3 | República Dominicana | 18-25 | 25-22 | 28-26 | 14-25 | 11-15 | 96 – 113  | P2 P3   |

### Partido por el3.ery 4.º puesto
| Fecha       | Hora  | Equipo 1 | Res.  | Equipo 2 | Set 1 | Set 2 | Set 3 | Set 4 | Set 5 | Total   | Reporte |
| ----------- | ----- | -------- | ----- | -------- | ----- | ----- | ----- | ----- | ----- | ------- | ------- |
| 6 de agosto | 17:00 | Cuba     | 3 – 1 | Perú     | 22-25 | 25-15 | 25-17 | 25-20 |       | 97 – 77 | P2 P3   |

### Final
| Fecha       | Hora  | Equipo 1  | Res.  | Equipo 2             | Set 1 | Set 2 | Set 3 | Set 4 | Set 5 | Total   | Reporte |
| ----------- | ----- | --------- | ----- | -------------------- | ----- | ----- | ----- | ----- | ----- | ------- | ------- |
| 6 de agosto | 19:00 | Argentina | 0 – 3 | República Dominicana | 23-25 | 19-25 | 14-25 |       |       | 56 – 75 | P2 P3   |

## Clasificación final
| Pos.              | Equipo               |
| ----------------- | -------------------- |
| Medalla de oro    | República Dominicana |
| Medalla de plata  | Argentina            |
| Medalla de bronce | Cuba                 |
| 4                 | Perú                 |